# Piazza Cesare Beccaria
La Piazza Cesare Beccaria est une place de Florence, située sur la viali di Circonvallazione, le boulevard situé le long des anciennes fortifications de Florence.

## Histoire
La place a été conçue par l'architecte Giuseppe Poggi quand Florence devint brièvement la capitale du royaume d'Italie ; en 1876, elle a été nommée en l'honneur de Cesare Beccaria.
Ce lieu était à l'origine appelé Piazza alla Croce en raison de la Porta alla Croce, toujours présente, l'ancienne porte de l'enceinte médiévale. Un certain nombre de palais néo-classiques concaves ont été construits autour de la place.
Sur la place, se trouve le bâtiment qui héberge les Archives de l'État, où, jusqu'en 1977, il y avait la Casa della Gioventù Italiana del Littorio de Florence.
En 2003 - 2004, un parking souterrain à trois étages de stationnement a été construit sous la place .

## Galerie

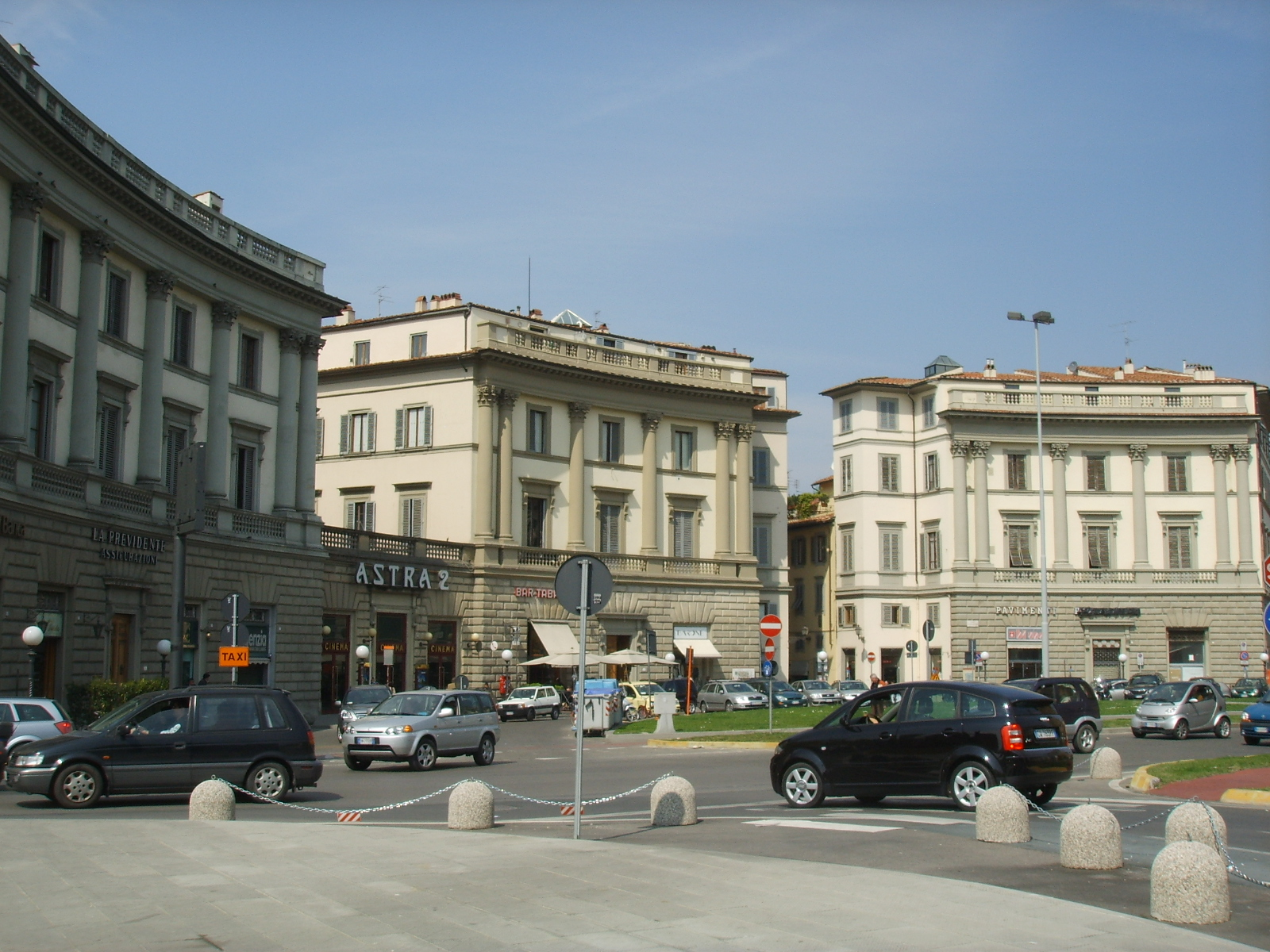
Les bâtiments
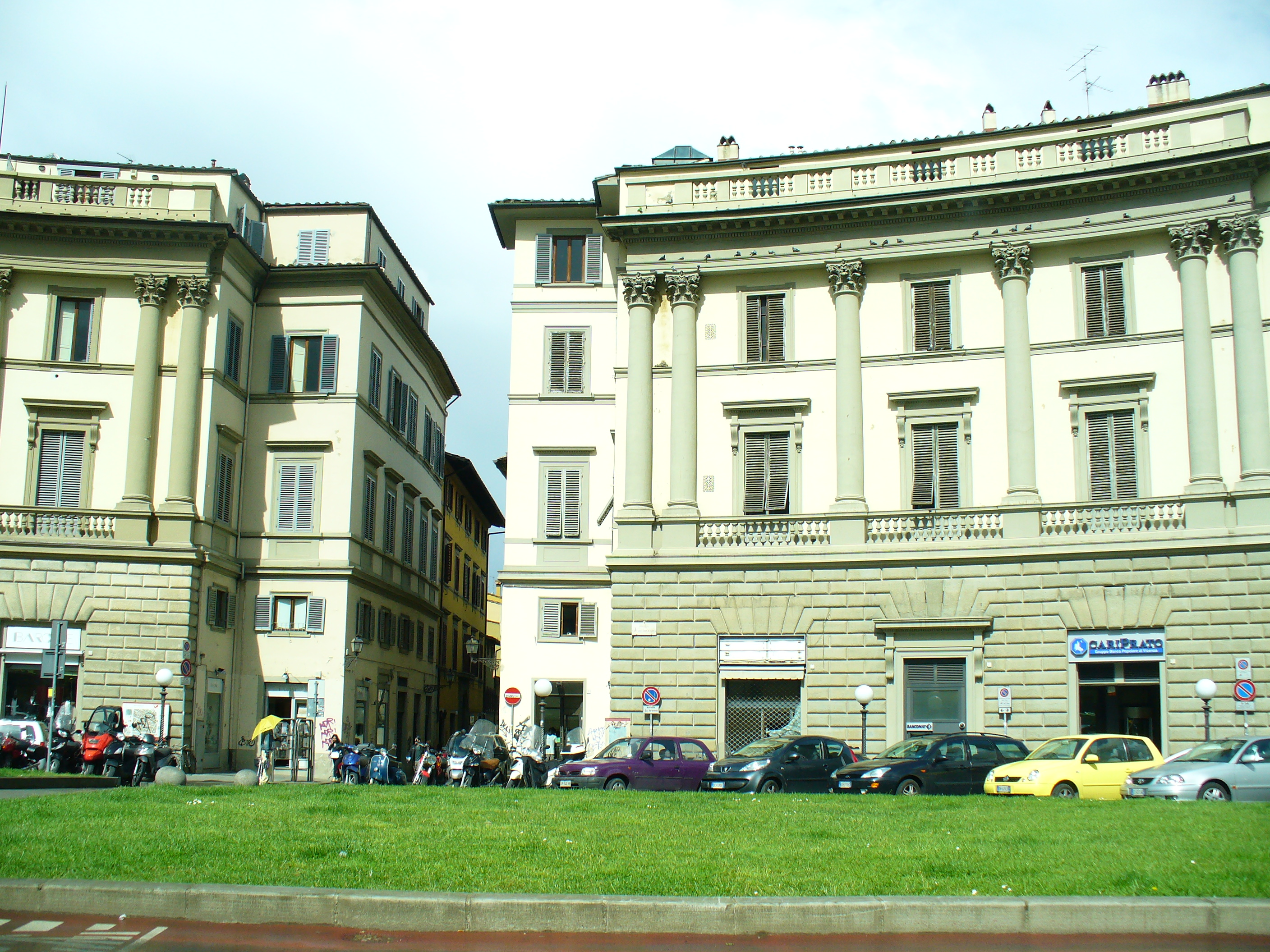
Les bâtiments
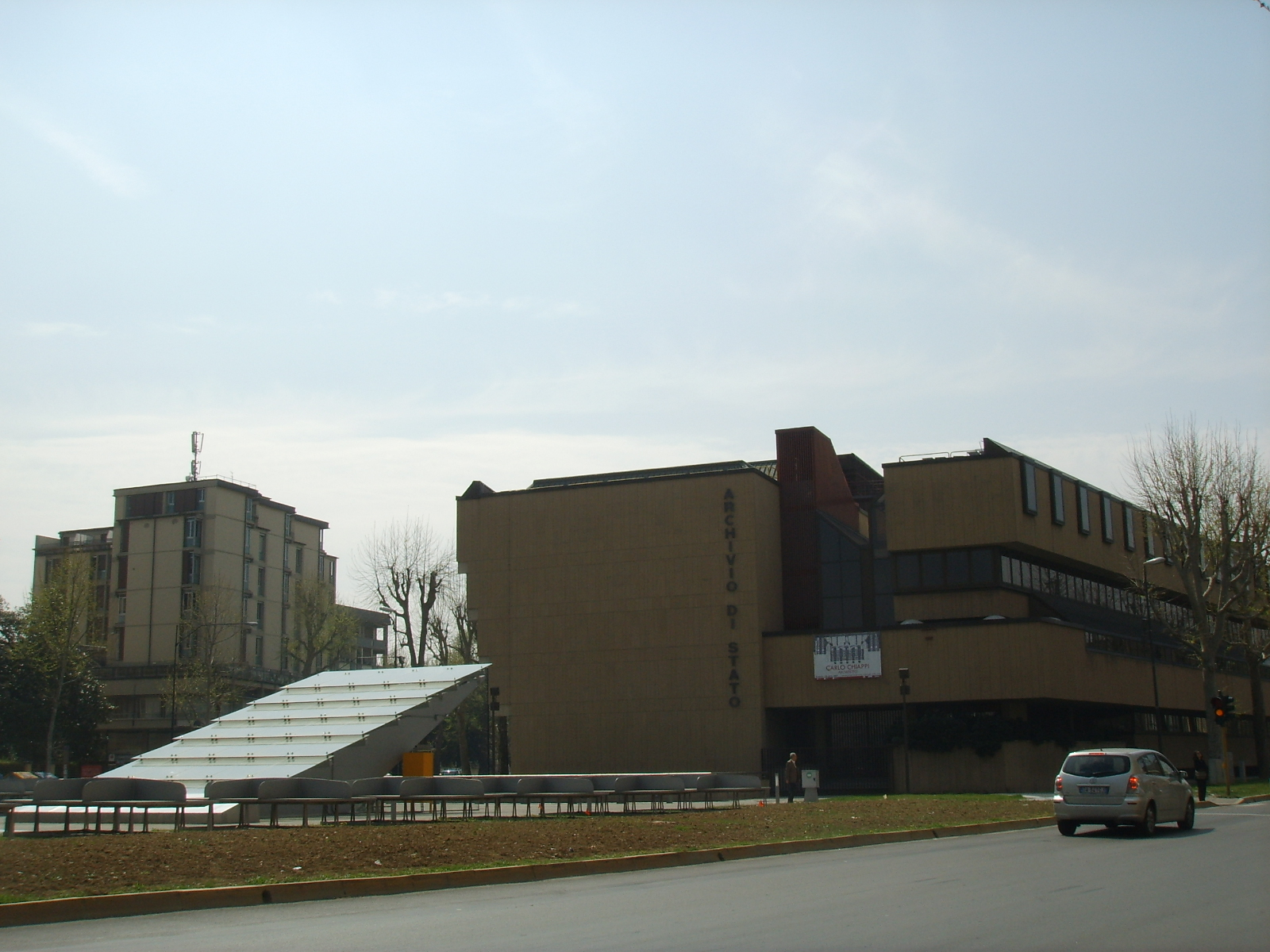
Archives d'État
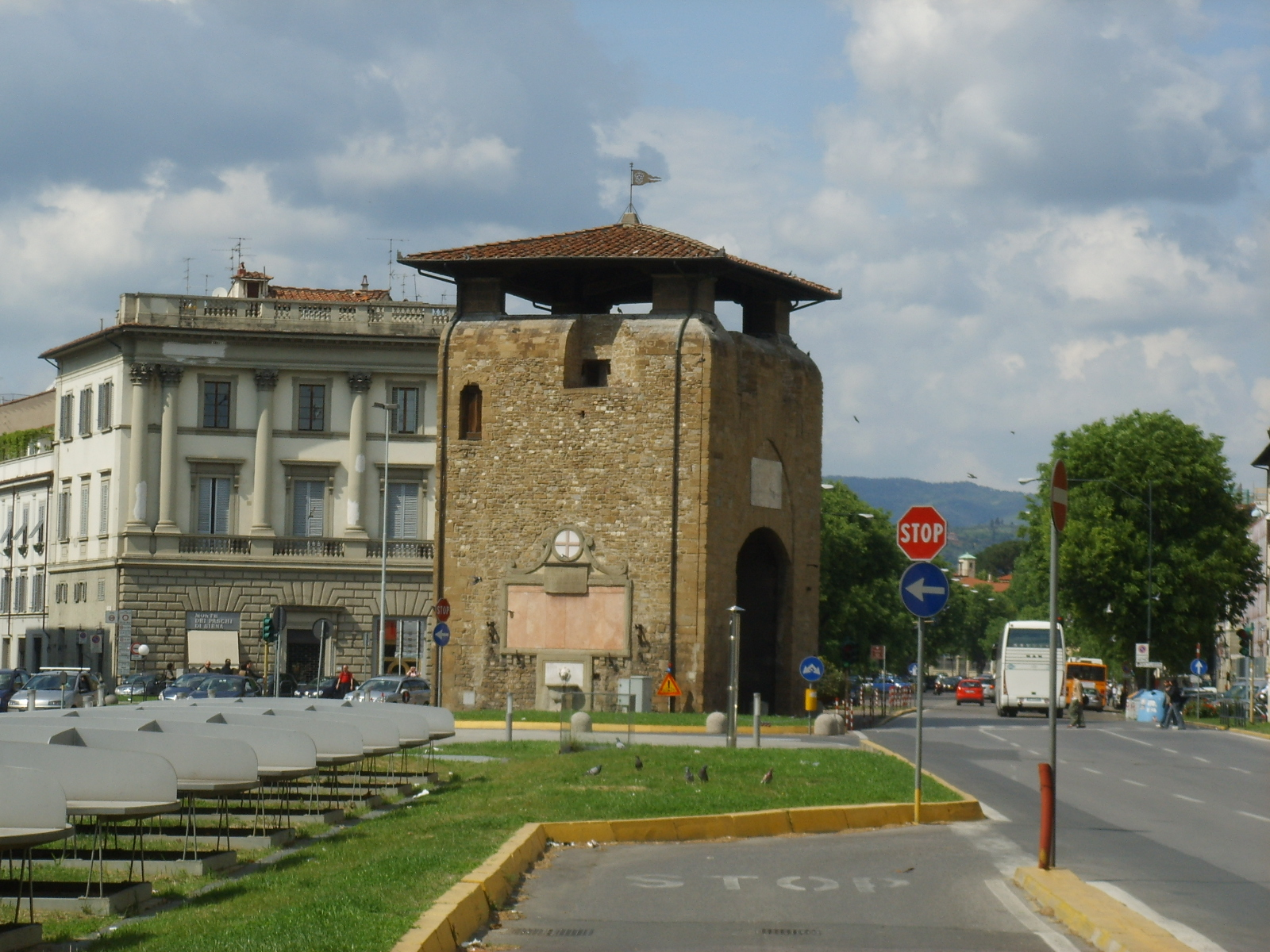
Porta alla Croce